# Manuela Trasobares
Manuela Trasobares Haro, née à Figueres le 28 août 1962, est une artiste et femme politique catalane.

## Biographie
Née en 1962, son premier professeur de dessin, enfant, est Salvador Dalí, un ami de son arrière-grand-père. À l'âge de 17 ans, elle subit une opération de réassignation de sexe à Londres Elle étudie ultérieurement à la faculté des Beaux-Arts de Barcelone et le bel canto à l'école supérieure de musique de Sofia. Elle a été mezzo-soprano au Liceu, à la Scala, au Palau de la Música de Valence.
Elle a aussi travaillé pour des spectacles d'opéra et ses œuvres comme peintre et sculptrice sont influencées par le surréalisme. 
En politique, elle se présente à des élections municipales en 2007, et est la première personne trans espagnole élue conseillère municipale à Geldo (province de Castellón), représentant le parti politique Acción Republicana Democrática Española (Action républicaine démocratique espagnole),.